# Kolbäcksbron
Kolbäcksbron (deutsch Kolbäcksbrücke) ist eine 530 m lange einhüftige Schrägseilbrücke in der schwedischen Stadt Umeå. Sie bildet zusammen mit der Lillå-Brücke die vierte Straßenverbindung über den Ume älv, welche die Hauptstraßen E4 und E12 überführt und Teil des Hauptstraßenrings um die Stadt ist, der 2017 fertiggestellt sein soll [veraltet].
Kolbäcksbron führt die Straßen vom östlichen Stadtteil über den größeren Arm des Ume älv, den Storån, zur Insel Ön. Die Lillå-Brücke überquert den kleineren Arm des Flusses, den Lillån, der zwischen der Insel und dem westlichen Stadtteil liegt.
Kolbäcksbron wurde von Inger Berglund entworfen. Der Bau durch die schwedische Peab begann 1998. Während der Ausführung kam es zu mehreren Verzögerungen. So mussten die Rohre für die Verankerung der Kabel abgetrennt und neu geschweißt werden, weil sie zuerst falsch ausgerichtet waren; weiter versagte aufgrund eines Konstruktionsfehlers ein Träger während der Betonierarbeiten.  Die Eröffnung fand mit elf Monaten Verspätung am 5. September 2001 statt, was das Bauunternehmen ungefähr 10 Millionen schwedische Kronen Konventionalstrafe kostete. Die gesamten Baukosten betrugen 120 Millionen schwedische Kronen.
Der 20 m breite Fahrbahnträger aus Stahl wird von einem asymmetrisch platzierten Pylonen getragen. Der als viereckiger Rahmen ausgebildete Pylon trägt die Fahrbahn mit 24 fächerförmig angeordneten Tragseilen. Die Fahrbahn weist zwei norwärtsführende Fahrspuren, eine südwärtsführende Fahrspur und einen breiten Fuß- und Radweg auf.